# 阿列河畔莫尔奈
阿列河畔莫尔奈（法語：Mornay-sur-Allier，法語發音：[mɔʁnɛ syʁ alje]）是法国谢尔省的一个市镇，位于该省东南部，属于圣阿芒蒙龙区。

## 地理
阿列河畔莫尔奈（46°49'8"N, 3°1'44"E）面积21.62 平方千米，位于法国中央-卢瓦尔河谷大区谢尔省，该省份为法国中部省份，北起卢瓦雷省，西接卢瓦-谢尔省和安德尔省，南至克勒兹省，东南接阿列省，东临涅夫勒省。
与阿列河畔莫尔奈接壤的市镇（或旧市镇、城区）包括：阿列河畔堡、讷维勒巴鲁瓦、桑宽、朗热龙、利夫里、阿列河畔马尔斯。

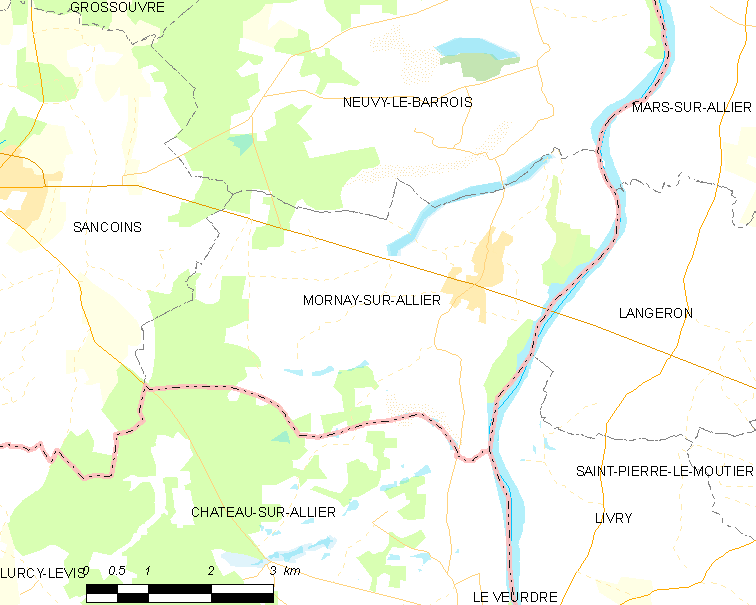
阿列河畔莫尔奈的OSM定位图

阿列河畔莫尔奈的时区为UTC+01:00、UTC+02:00（夏令时）。

## 行政
阿列河畔莫尔奈的邮政编码为18600，INSEE市镇编码为18155。

## 政治
阿列河畔莫尔奈所属的省级选区为欧龙河畔丹县。

## 人口

1962-2008年间阿列河畔莫尔奈人口变化图示

阿列河畔莫尔奈于2022年1月1日时的人口数量为417人。